# Mantispa virescens
Mantispa virescens là một loài côn trùng trong họ Mantispidae thuộc bộ Neuroptera. Loài này được Rambur miêu tả năm 1842.